# 菅原県
菅原 県（すがわら けん)は、日本の漫画家。イラストレーター。

## 来歴
2004年集英社のギャグ漫画新人賞『金のピコピコハンマー賞』で第2回年間グランプリを受賞する。「週刊ヤングジャンプ」（集英社）、「本当にあった愉快な話」（竹書房）、「別冊本当にあった笑える話」（ぶんか社）、「本が好き。」（光文社）、「電撃コミックジャパン」（アスキー・メディアワークス）、「ロケットニュース」などで漫画を連載する。

## 作品リスト
- オナホ売りのOLの日常
- 菅原県の四コマ県
- 忌友-イミトモ-
- 水無月ミレ子のとび出すな青春!
- 反撃少女キリエ
- 静岡あるある
- あだるてぃ
- ヒタヒタ君のやってコーカイ！
- ♂エロムチ♀
- 自宅警備くん
- モンスターOLうるみ
- テレワークでやらかした話
- 新卒社員が泣きたくなった話